# Управление по регулированию аудиовизуальных и цифровых коммуникаций
Управление по регулированию аудиовизуальных и цифровых коммуникаций (фр. Autorité de régulation de la communication audiovisuelle et numérique, сокр. фр. Arcom, сокр. рус. АРКОМ) — государственный орган Франции, осуществляющий надзор за соблюдением вещательными организациями законов о средствах массовой информации, кроме телекомпаний «Ля Шен Парламентер», «Арте Франс» и «Арте», выдачу лицензий теле- и радио организациям на вещание и их лишение. Не подчинён никакому из ведомств.

## Формирование
3 члена управления назначаются председателем Сената, 3 — председателем Национального собрания, 1 — государственным советом, 1 — кассационным судом, председатель управления назначается Президентом республики, назначение осуществляется из числа лиц не являющихся членами Сената, Национального собрания или Правительства.

## История
Основан 1 января 2022 года путём объединения Высшего аудиовизуального совета (до 17 января 1989 года — Национальная комиссия коммуникаций и свобод, до 1986 года — Главное управление аудивизуальных коммуникаций, в 1972—1982 гг. — Главный аудиовизуальный совет  (Haut Conseil de l’audiovisuel)) и Главного управления распространения контента и защиты прав в интернете (фр. Haute Autorité pour la diffusion des œuvres et la protection des droits sur internet) (создано в 2009 году).